# Агаев, Фархад Ислам оглы
Фархад Ислам оглы Агаев (азерб. Fərhad İslam oğlu Ağayev; 4 августа 1975 — 15 марта 1995) — военнослужащий Вооружённых сил Республики Азербайджан. Национальный герой Азербайджана (1995, посмертно).

## Биография
Родился Фархад Агаев 4 августа 1975 года в селе Алиламбейли, Себирабадского района, Азербайджанской ССР. В 1992 году завершил обучение в средней школе в родном селе. Призванный в ряды Национальной армии Азербайджана в 1993 году, Фархад начал службу в Президентской гвардии. Он глубоко и страстно изучал военное дело, мечтал стать офицером Национальной армии. 24 января 1994 года Фархад был направлен в зону боевых действий. Первый бой, в котором он принял участие, состоялся в селе Сеидахмедлы Физулинского района Азербайджанской республики. После участия в ряде военных операции на территории Физулинского района, он также принимал активное участие в операциях по обороне Муровдааг, Омардага и Гюзгю.
В начале февраля 1995 года Фархад был отправлен в Геранбойский район, где активно велись боевые действия. В марте 1995 года, группа вооружённых незаконных бандформирований выступила против действующей государственной политики Азербайджана. 13 марта 1995 года батальон, в котором служил Фархад, был переброшен в Агстафу, чтобы предотвратить попытку переворота. Фархад Агаев принимал участие в подавлении и нейтрализации незаконных формирований, бывших членов отряда полиции особого назначения, действующих с целью Государственного переворота в Азербайджанской Республики. В боях с государственными преступниками в Агстафинском районе Фархад был тяжело ранен в голову огнестрельным выстрелом. 15 марта 1995 года он скончался от тяжёлой раны.
Фархад был не женат. 

## Память
Указом Президента Азербайджанской Республики № 307 от 4 апреля 1995 года Фархаду Ислам оглы Агаеву было присвоено звание Национального героя Азербайджана (посмертно).
Похоронен в Аллее шехидов Сабирабадского района.
Средняя школа, в которой учился Фархад Агаев, носит имя Национального героя Азербайджана.  Установлен бюст.